# Gran Premio motociclistico del Giappone 1995
Il Gran Premio motociclistico del Giappone 1995 fu il terzo appuntamento del motomondiale 1995.
Si svolse il 23 aprile 1995 sul circuito di Suzuka e registrò le vittorie di Daryl Beattie nella classe 500, di Ralf Waldmann nella classe 250 e di Haruchika Aoki nella classe 125.
I tre fratelli Aoki, Haruchika 1º in 125, Nobuatsu 2º in 250 e Takuma 3º in 500, sono saliti sul palco di premiazione delle tre gare corse in questo GP.

## Classe 500

### Arrivati al traguardo
| Pos. | Nº | Pilota               | Squadra                  | Motocicletta  | Giri | Tempo     | Griglia | Punti |
| ---- | -- | -------------------- | ------------------------ | ------------- | ---- | --------- | ------- | ----- |
| 1    | 4  | Daryl Beattie        | Lucky Strike Suzuki      | Suzuki        | 18   | 44:02.298 | 5       | 25    |
| 2    | 1  | Mick Doohan          | Repsol Honda             | Honda         | 18   | +9.582    | 1       | 20    |
| 3    | 55 | Takuma Aoki          | Team HRC                 | Honda         | 18   | +9.708    | 3       | 16    |
| 4    | 2  | Luca Cadalora        | Marlboro Team Roberts    | Yamaha        | 18   | +19.624   | 8       | 13    |
| 5    | 5  | Alberto Puig         | Fortuna-Honda-Pons       | Honda         | 18   | +21.682   | 9       | 11    |
| 6    | 34 | Kevin Schwantz       | Lucky Strike Suzuki      | Suzuki        | 18   | +24.552   | 10      | 10    |
| 7    | 19 | Juan Bautista Borja  | Roc N.R.J.               | ROC Yamaha    | 18   | +1:12.746 | 16      | 9     |
| 8    | 32 | Toshiyuki Arakaki    | Padgetts Racing          | Harris Yamaha | 18   | +1:22.461 | 14      | 8     |
| 9    | 17 | Norifumi Abe         | Marlboro Team Roberts    | Yamaha        | 18   | +1:25.306 | 7       | 7     |
| 10   | 13 | Loris Reggiani       | Aprilia Racing           | Aprilia       | 18   | +1:28.900 | 12      | 6     |
| 11   | 11 | Bernard Garcia       | Team ROC                 | ROC Yamaha    | 18   | +1:39.298 | 22      | 5     |
| 12   | 27 | Andrew Stroud        | Team Marco Papa          | ROC Yamaha    | 18   | +1:49.628 | 28      | 4     |
| 13   | 8  | Sean Emmett          | Harris Grand Prix        | Harris Yamaha | 18   | +1:53.434 | 29      | 3     |
| 14   | 25 | Neil Hodgson         | World Champ. Motorsports | ROC Yamaha    | 18   | +1:58.610 | 17      | 2     |
| 15   | 14 | Adrian Bosshard      | Thommen Elf Racing       | ROC Yamaha    | 18   | +2:04.426 | 15      | 1     |
| 16   | 44 | Marc Garcia          | DR Team Shark            | ROC Yamaha    | 18   | +2:05.655 | 20      |       |
| 17   | 18 | Laurent Naveau       | ROC Euroteam             | ROC Yamaha    | 18   | +2:12.310 | 26      |       |
| 18   | 20 | Cristiano Migliorati | Harris Grand Prix        | Harris Yamaha | 17   | +1 giro   | 21      |       |
| 19   | 28 | Bruno Bonhuil        | M.T.D.                   | ROC Yamaha    | 17   | +1 giro   | 25      |       |
| 20   | 51 | Jean Pierre Jeandat  | Jpj Paton                | Paton         | 17   | +1 giro   | 23      |       |
| 21   | 23 | Eugene McManus       | Padgetts Racing          | Harris Yamaha | 17   | +1 giro   | 31      |       |
| 22   | 22 | Lucio Pedercini      | Team Pedercini           | ROC Yamaha    | 17   | +1 giro   | 30      |       |
| 23   | 37 | Frédéric Protat      | FP Racing                | ROC Yamaha    | 17   | +1 giro   | 24      |       |

### Ritirati
| Nº | Pilota            | Squadra               | Motocicletta  | Giri | Griglia |
| -- | ----------------- | --------------------- | ------------- | ---- | ------- |
| 7  | Shin'ichi Itō     | Repsol Honda          | Honda         | 11   | 2       |
| 65 | Loris Capirossi   | Marlboro Team Pileri  | Honda         | 7    | 13      |
| 9  | Alex Barros       | Barros-Kanemoto-Honda | Honda         | 5    | 6       |
| 56 | Toshihiko Honma   | YRTR                  | Yamaha        | 5    | 4       |
| 6  | Àlex Crivillé     | Repsol Honda          | Honda         | 5    | 11      |
| 69 | James Haydon      | Harris Grand Prix     | Harris Yamaha | 5    | 19      |
| 21 | Bernard Haenggeli | Haenggeli Racing      | ROC Yamaha    | 5    | 27      |
| 10 | Jeremy McWilliams | Team Millar           | Yamaha        | 4    | 18      |
| 24 | Scott Gray        | Starsport             | Harris Yamaha | 2    | 32      |

## Classe 250

### Arrivati al traguardo
| Pos. | Nº | Pilota                   | Squadra              | Motocicletta | Giri | Tempo     | Griglia | Punti |
| ---- | -- | ------------------------ | -------------------- | ------------ | ---- | --------- | ------- | ----- |
| 1    | 28 | Ralf Waldmann            | HB Honda Germany     | Honda        | 12   | 30:46.248 | 5       | 25    |
| 2    | 10 | Nobuatsu Aoki            | Blumex Rheos Racing  | Honda        | 12   | +31.590   | 21      | 20    |
| 3    | 27 | Sadanori Hikita          | Maxell Team Global   | Honda        | 12   | +53.232   | 16      | 16    |
| 4    | 7  | Tetsuya Harada           | Marlboro Team Rainey | Yamaha       | 12   | +54.746   | 1       | 13    |
| 5    | 6  | Jean Philippe Ruggia     | Elf-Honda-Tech 3     | Honda        | 12   | +59.196   | 13      | 11    |
| 6    | 58 | Osamu Miyazaki           | Daytona Zero         | Aprilia      | 12   | +1:01.465 | 14      | 10    |
| 7    | 30 | José Luis Cardoso        | PR2 Aprilia          | Aprilia      | 12   | +1:02.558 | 22      | 9     |
| 8    | 13 | Eskil Suter              | Mohag Aprilia        | Aprilia      | 12   | +1:10.152 | 17      | 8     |
| 9    | 1  | Max Biaggi               | Chesterfield Aprilia | Aprilia      | 12   | +1:10.381 | 2       | 7     |
| 10   | 17 | Jurgen van den Goorbergh | Maxell Team Global   | Honda        | 12   | +1:30.872 | 23      | 6     |
| 11   | 23 | Luis Maurel              | Maurel Competicion   | Honda        | 12   | +1:37.854 | 31      | 5     |
| 12   | 29 | Jürgen Fuchs             | HB Honda Germany     | Honda        | 12   | +1:39.460 | 24      | 4     |
| 13   | 24 | Bernd Kassner            | Team Munich          | Aprilia      | 12   | +1:39.746 | 28      | 3     |
| 14   | 59 | Masaaki Morikane         | Endurance Racing     | Honda        | 12   | +1:56.088 | 19      | 2     |
| 15   | 55 | Régis Laconi             | Equipe De France GP  | Honda        | 12   | +2:07.204 | 30      | 1     |
| 16   | 31 | Miguel Angel Castilla    | Troll 10x10 Repsol   | Yamaha       | 12   | +2:22.032 | 34      |       |
| 17   | 32 | Pere Riba                | Bjc Racing           | Aprilia      | 12   | +2:22.342 | 32      |       |
| 18   | 18 | Roberto Locatelli        | Aprilia Racing       | Aprilia      | 12   | +2:23.166 | 7       |       |
| 19   | 15 | Oliver Petrucciani       | Edo Racing           | Aprilia      | 12   | +2:33.288 | 11      |       |

### Ritirati
| Nº | Pilota                    | Squadra              | Motocicletta | Giri | Griglia |
| -- | ------------------------- | -------------------- | ------------ | ---- | ------- |
| 2  | Tadayuki Okada            | Team HRC             | Honda        | 11   | 3       |
| 5  | Niall Mackenzie           | Docshop Racing       | Aprilia      | 11   | 26      |
| 22 | Adolf Stadler             | Veitinger            | Aprilia      | 7    | 25      |
| 25 | Kenny Roberts Jr          | Marlboro Team Rainey | Yamaha       | 5    | 6       |
| 3  | Takeshi Tsujimura         | Fcc Technical Sports | Honda        | 5    | 10      |
| 26 | Davide Bulega             | Givi Racing          | Honda        | 5    | 29      |
| 56 | Tōru Ukawa                | Team HRC             | Honda        | 4    | 8       |
| 16 | Patrick van den Goorbergh | Docshop Racing       | Aprilia      | 3    | 27      |
| 4  | Doriano Romboni           | Honda Team Agostini  | Honda        | 2    | 4       |
| 57 | Noriyasu Numata           | Lucky Strike Suzuki  | Suzuki       | 2    | 12      |
| 9  | Luis d'Antín              | MX Onda-S.S.P. Comp. | Honda        | 2    | 9       |
| 19 | Olivier Jacque            | Elf-Honda-Tech 3     | Honda        | 2    | 20      |
| 8  | Jean-Michel Bayle         | Chesterfield Aprilia | Aprilia      | 2    | 18      |
| 21 | Gregorio Lavilla          | MX Onda-S.S.P. Comp. | Honda        | 2    | 33      |
| 12 | Carlos Checa              | Fortuna-Honda-Pons   | Honda        | 0    | 15      |

## Classe 125

### Arrivati al traguardo
| Pos. | Nº | Pilota            | Squadra                  | Motocicletta | Giri | Tempo     | Griglia | Punti |
| ---- | -- | ----------------- | ------------------------ | ------------ | ---- | --------- | ------- | ----- |
| 1    | 12 | Haruchika Aoki    | Blumex Rheos Racing      | Honda        | 18   | 46:28.996 | 2       | 25    |
| 2    | 14 | Akira Saito       | Docshop Racing           | Honda        | 18   | +1.796    | 9       | 20    |
| 3    | 1  | Kazuto Sakata     | Krona-Aprilia            | Aprilia      | 18   | +1.903    | 1       | 16    |
| 4    | 9  | Hideyuki Nakajō   | Jha Racing               | Honda        | 18   | +2.140    | 24      | 13    |
| 5    | 56 | Shigeru Ibaraki   | Techno Motor Engineering | Yamaha       | 18   | +7.273    | 14      | 11    |
| 6    | 19 | Yoshiaki Katō     | Aspar Cepsa              | Yamaha       | 18   | +7.694    | 5       | 10    |
| 7    | 26 | Emilio Alzamora   | Scot-San Patrignano      | Honda        | 18   | +16.609   | 12      | 9     |
| 8    | 37 | Ken Miyasaka      | Jha Racing               | Honda        | 18   | +18.309   | 8       | 8     |
| 9    | 10 | Herri Torrontegui | Pit Lane Racing          | Honda        | 18   | +27.918   | 6       | 7     |
| 10   | 20 | Tomomi Manako     | Fcc Technical Sports     | Honda        | 18   | +44.516   | 25      | 6     |
| 11   | 5  | Peter Öttl        | Marlboro-Aprilia-Eckl    | Aprilia      | 18   | +47.584   | 22      | 5     |
| 12   | 29 | Yoshiyuki Sugai   | Racing Supply            | Honda        | 18   | +1:12.878 | 29      | 4     |
| 13   | 23 | Manfred Geissler  | Marlboro-Aprilia-Eckl    | Aprilia      | 18   | +1:13.604 | 16      | 3     |
| 14   | 2  | Noboru Ueda       | Givi Racing              | Honda        | 18   | +1:13.902 | 3       | 2     |
| 15   | 57 | Yōichi Ui         | Techno Motor Engineering | Yamaha       | 18   | +1:40.284 | 10      | 1     |
| 16   | 28 | Takehiro Yamamoto | Moto Bum Team Harc Pro   | Honda        | 18   | +1:40.613 | 20      |       |
| 17   | 58 | Masayuki Azami    | Kanna Auto Racing        | Honda        | 18   | +1:40.808 | 15      |       |
| 18   | 21 | Tomoko Igata      | Fcc Technical Sports     | Honda        | 18   | +1:48.202 | 30      |       |
| 19   | 15 | Loek Bodelier     | LB Racing                | Aprilia      | 18   | +1:55.370 | 31      |       |
| 20   | 25 | Vittorio Lopez    | Scuderia Alfa Ducados    | Aprilia      | 18   | +1:56.248 | 26      |       |
| 21   | 24 | Gabriele Debbia   | Debbia Team Semprucci    | Yamaha       | 18   | +1:59.691 | 28      |       |
| 22   | 31 | Stefan Kurfiss    | Scott-Attac!             | Yamaha       | 18   | +2:11.296 | 33      |       |
| 23   | 27 | Ivan Cremonini    | Scot-San Patrignano      | Honda        | 17   | +1 giro   | 34      |       |

### Ritirati
| Nº | Pilota             | Squadra                  | Motocicletta | Giri | Griglia |
| -- | ------------------ | ------------------------ | ------------ | ---- | ------- |
| 13 | Garry McCoy        | Europa Zwafink           | Honda        | 12   | 21      |
| 8  | Masaki Tokudome    | Ditter Plastic           | Aprilia      | 9    | 17      |
| 4  | Dirk Raudies       | HB Team Raudies          | Honda        | 5    | 11      |
| 6  | Jorge Martínez     | Aspar Cepsa              | Yamaha       | 5    | 13      |
| 11 | Stefan Prein       | Energizer Elf/Prein      | Yamaha       | 5    | 32      |
| 22 | Andrea Ballerini   | Krona-Aprilia            | Aprilia      | 5    | 27      |
| 7  | Stefano Perugini   | Ipa Aprilia              | Aprilia      | 4    | 7       |
| 32 | Hiroyuki Kikuchi   | Elf Team Kepla           | Honda        | 3    | 18      |
| 55 | Yūzō Fujioka       | Nikken Team Kotake & RSC | Honda        | 3    | 4       |
| 17 | Gianluigi Scalvini | Ipa Aprilia              | Aprilia      | 0    | 19      |
| 18 | Oliver Koch        | Ditter Plastic           | Aprilia      | 0    | 23      |